# آنکه کارستنز
آنکه کارستنز (انگلیسی: Anke Karstens؛ زادهٔ ۱۳ october ۱۹۸۵ (۳۹ سال)) اسنوبردسوار اهل آلمان است.
وی در مسابقات کشوری و بین‌المللی در مجموع برندهٔ ۱ مدال نقره شده‌است.